# Brachiaria leersioides
Brachiaria leersioides là một loài thực vật có hoa trong họ Hòa thảo. Loài này được (Hochst.) Stapf mô tả khoa học đầu tiên năm 1919.